# Hjortholm (Onsbjerg Sogn)
 For alternative betydninger, se Hjortholm. (Se også artikler, som begynder med Hjortholm)
Hjortholm er den største  holm i Stavns Fjord på Samsø. Navnet er sandsynligvis en enkel kombination af ordene hjort og holm, for Stavns Fjord er kendt for sit dyreliv, og der er stadig mange hjorte på øen og omkring fjorden.  
For omkring 7.000 år bestod det nuværende Samsø af små øer og holme, som blev dannet ved havstigninger, hvor vandstanden kunne være op til 4,7 m højere end i nutiden.  Hjortholms  morænebakker blev skabt, efterhånden som isen trak sig tilbage.
I  1930’erne påvistes en speciel gruppe oldsager, håndkiler, der var opsamlet ved Stavns Fjord. 1958 udgravede Nationalmuseet en boplads fra Ertebøllekulturen på Hjortholms vestside. En køkkenmødding og flere fund vidner om menneskelig aktivitet på Hjortholm. 1976 blev der fundet flintaffald på øen, som tyder på, at der gennem stenalderen har været tildannet flint her. Der er fundet spor efter afbrænding af vegetation, som tyder på at øen sandsynligvis har været opdyrket. 
Øen omtales første gang i Kong Valdemars Jordebog  Kong Valdemars Jordebog’ fra 1231. Her findes et voldsted, kaldet Hjortholm voldsted, der åbenbart ikke er blevet færdigbygget, idet der er foretaget store jordarbejder, med anlæg af to borgbanker og en voldgrav, men der er ingen bygningsrester eller andre fund, der kan stamme fra brug af stedet. Anlægget tolkes af Nationalmuseet til at skulle tjene som afløsning for Gammel Brattingsborg, der var blevet plyndret og ødelagt i stridighederne efter mordet på Erik Glipping i 1286. Der blev indgået en fredsaftale i 1295, og denne kunne gøre en ny borg overflødig.  Hjortholm nævnes først igen i bevarede skriftlige kilder i et brev fra 17. juni 1523, hvor Frederik 1. udnævnte en forvalter på  Søllemarksgård (forgængeren for det nuværende Ny Brattingsborg). Han skulle blandt andet tage sig af kongens heste på Hjortholm og ”holde Os og vort folk én nat med øl, mad og hestefoder, når vi personlig drager frem dér”. Det fremgår altså klart, at øen blev brugt til hesteavl, og kravet om passende logi for kongen er særdeles interessant i lyset af udgravningens fund af et fornemt hus fra denne periode.